# Relaciones Botsuana-Estados Unidos
Las relaciones Estados Unidos-Botsuana son las relaciones diplomáticas entre Estados Unidos y Botsuana. Según el Informe de liderazgo global de EE. UU. de 2012, el 79% de Botsuana personas aprueban el liderazgo de EE. UU., con un 8% de desaprobación y un 13% de incertidumbre.

## Ayuda de Estados Unidos a Botsuana
Los Estados Unidos consideran a Botsuana como un defensor y modelo de estabilidad en África y ha sido un socio importante en el desarrollo de Botsuana desde su independencia. El US Cuerpo de Paz regresó a Botsuana en agosto de 2002 con un enfoque en VIH/sida - programas relacionados después de concluir 30 años de asistencia más ampliamente focalizada en 1997. Del mismo modo, la USAID eliminó una asociación bilateral de larga data con Botsuana en 1996, luego de exitosos programas que enfatizaron la educación, la capacitación emprendimiento, la gestión ambiental y salud reproductiva. Botsuana, sin embargo, continúa beneficiándose junto con sus vecinos de la región con la Iniciativa de USAID para África del Sur, ahora con sede en Pretoria, y el Centro de Competitividad Global de África del Sur de USAID, con sede en Gaborone. La Junta Internacional de Radiodifusores (IBB) de los Estados Unidos opera una importante estación de retransmisión Voice of America (VOA) en Botsuana que sirve a la mayor parte del continente africano.
En 1995, los Centros para el Control de Enfermedades (CDC) comenzaron el Proyecto BOTUSA en colaboración con el Ministerio de Salud de Botsuana con el fin de generar información para mejorar los esfuerzos de control tuberculosis en Botsuana y en otros lugares de cara al TB y VIH / sida co-epidemias. En el marco de la Iniciativa de Liderazgo e Inversión del Gobierno de los EE. UU. De 1999 para combatir una epidemia (LIFE), los CDC a través del Proyecto BOTUSA emprendieron proyectos y asistieron a organizaciones en la lucha contra la epidemia del VIH / sida en Botsuana. Botsuana es uno de los 15 países prioritarios para PEPFAR, el Plan de Emergencia del Presidente para Alivio del sida, y ha recibido más de $ 556 millones desde que comenzó el programa desde enero de 2004 hasta septiembre de 2011. La asistencia de PEPFAR a Botsuana, que totalizó $ 84.4 millones en el año fiscal 2011, está contribuyendo a las intervenciones de prevención, tratamiento y atención del VIH / sida.

## Acuerdos

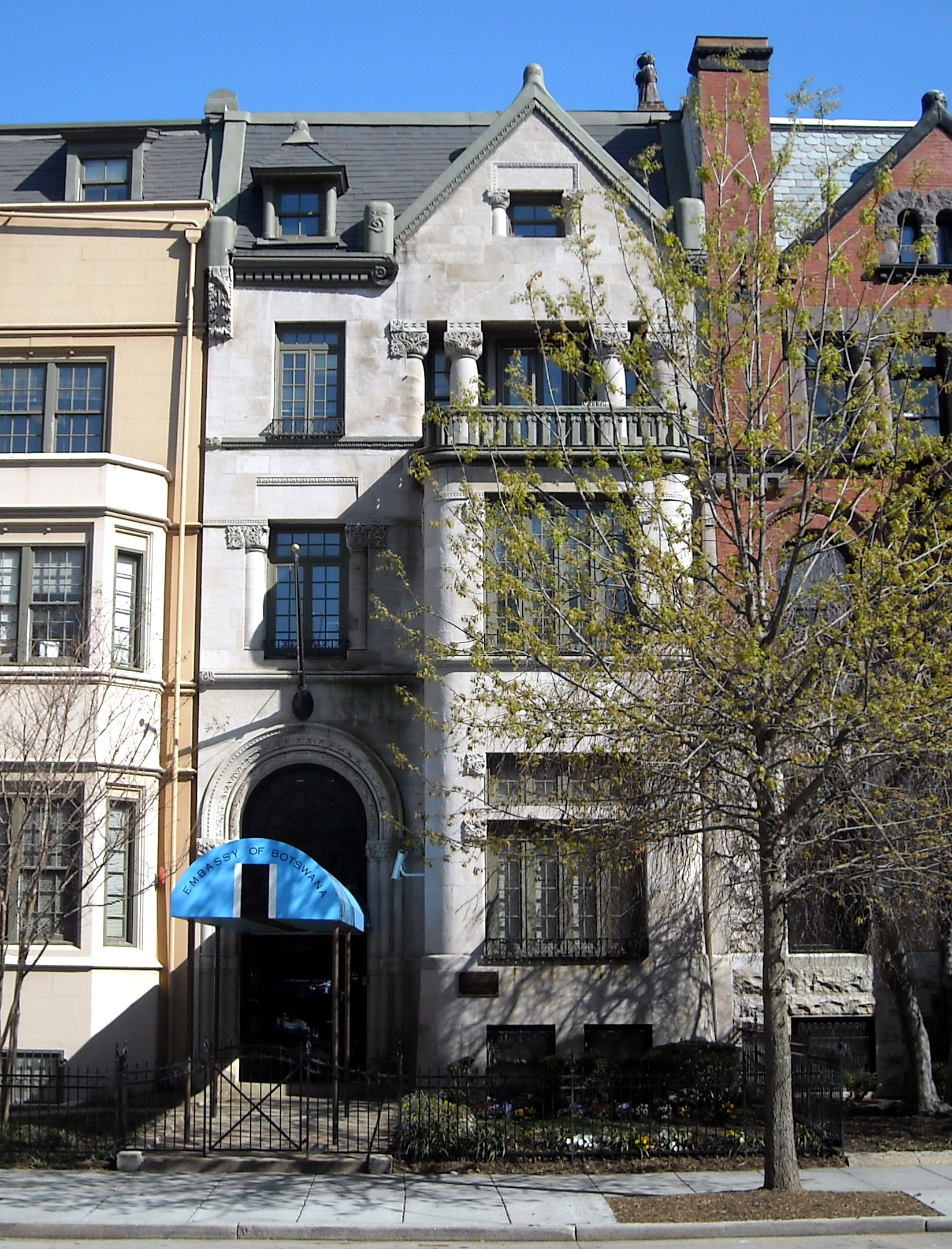
Embajada de Botsuana en Washington D. C.

Los gobiernos de Botsuana y los Estados Unidos firmaron un acuerdo en julio de 2000 para establecer una Academia Internacional de Aplicación de la Ley (ILEA) en Gaborone. La academia, financiada conjuntamente, administrada y dotada de personal por las dos naciones, proporciona capacitación a policía y funcionarios gubernamentales de toda la región subsahariana. El campus permanente de la academia, en Otse fuera de Gaborone, abrió sus puertas en marzo de 2003. Más de 3,000 profesionales de la ley del África subsahariana han recibido capacitación de ILEA desde que comenzó a ofrecer clases en 2001.

## Oficiales principales de los Estados Unidos
- Embajador / encargado de asuntos: Michael Murphy
- Jefe de misión adjunto: Gregory Shaw
- Oficial de Defensa Sénior / Agregado de Defensa - LTC Joshua Reitz (agosto de 2010)
- Oficina de Cooperación de Seguridad (anteriormente Cooperación de Defensa) - LTC Joshua Reitz (agosto de 2010)
- Centros para el Control de Enfermedades — Dr. Margarett Davis
- International Board of Broadcasters— Charles Shepard
- Agencia Internacional de Aplicación de la Ley — Stan Moran
- Cuerpo de paz: Peggy McClure

## Misiones diplomáticas
La Embajada de los Estados Unidos está en Gaborone. OSC (anteriormente ODC) se encuentra en la embajada. CDC se encuentra en Ditlhakore Way en Gaborone. ILEA se encuentra en Otse, a unos 30 minutos de Gaborone. La estación IBB se encuentra en Selebi-Phikwe, a unos 400 kilómetros al noreste de Gaborone.